# Colopea malayana
Espèce
Colopea malayana est une espèce d'araignées aranéomorphes de la famille des Stenochilidae.

## Distribution
Cette espèce se rencontre en Thaïlande, en Malaisie et à Singapour.

## Description
Le mâle holotype mesure 3,94 mm et la femelle 3,7 mm.

## Systématique et taxinomie
Cette espèce a été décrite par Lehtinen en 1982.

## Étymologie
Son nom d'espèce lui a été donné en référence au lieu de sa découverte, la péninsule Malaise.

## Publication originale
- Lehtinen, 1982 : « Spiders of the Oriental-Australian region. IV. Stenochilidae. » Annales Zoologici Fennici, vol. 19, p. 115-128.